# Virginio Fasan (F 591)
Il Virginio Fasan (F 591) è una fregata missilistica della Marina Militare, prima unità della classe Bergamini ad essere specializzata nella lotta antisommergibile. È intitolata al capo meccanico di 3ª classe (sottufficiale) medaglia d'oro e d'argento al valore militare Virginio Fasan, caduto il 9 settembre 1943 nel tentativo, poi riuscito, di autoaffondare la silurante sulla quale era imbarcato per non consegnarla ai tedeschi.

## Storia

### Il varo
Sabato 31 marzo 2012, presso gli stabilimenti Fincantieri di Riva Trigoso (GE) ha avuto luogo la cerimonia del varo (simbolico, causa condizioni di vento) alla presenza del capo di stato maggiore della difesa generale Biagio Abrate, del capo di stato maggiore della Marina Militare ammiraglio di squadra Luigi Binelli Mantelli, e dell'amministratore delegato di Fincantieri Giuseppe Bono.
Madrina della nave è stata la signora Gina Fasan, figlia del sottufficiale, che durante la cerimonia si è soffermata a lungo sullo schieramento degli equipaggi della Fasan, l'attuale e quello che è succeduto sul precedente Fasan (1962 – 1990).

## Attività operativa
Inserita in EUNAVFOR Somalia operazione Atalanta, il 19 novembre 2017, in pattugliamento a circa 60 miglia nautiche dalla costa sud della Somalia, la Fasan intervenne in seguito ad un attacco di pirati somali, catturandone 6 e consegnandoli alle autorità delle Seychelles  .
Il 19 dicembre 2023 l'Italia decise di inviare nel Mar Rosso la Fasan, entrata nel canale di Suez il 24 dicembre. Si parlò della volontà italiana di aderire all'operazione Prosperity Guardian, lanciata e guidata dagli Stati Uniti, invece la Fasan venne inserita nell'operazione già esistente Atalanta per contrastare l'attività terroristica di destabilizzazione degli Houthi e garantire la libertà di navigazione e di commercio e il diritto internazionale .
Il 29 aprile 2024 Nave Fasan, mentre forniva protezione ravvicinata ad una MV, ha respinto con successo numerosi attacchi provenienti dai territori controllati dagli Houthi nello Yemen. Durante questa operazione di protezione, la fregata Virginio Fasan ha abbattuto un UAV ostile con il suo cannone Super Rapido da 76/62 mm. L’azione si è svolta in prossimità dello stretto di Bab El Mandeb; la fregata Fasan ha individuato un drone, dalle caratteristiche analoghe a quelli già usati in precedenti attacchi degli Houthi, a circa 5 chilometri di distanza che volava in direzione del mercantile scortato; a quel punto, considerato pericoloso, è stato ingaggiato ed abbattuto con il Super Rapido. Gli Houthi nel corso della mattinata avevano lanciato attacchi complessi con missili e droni, tutti sventati grazie alle manovre evasive messe in atto dall’equipaggio della nave mercantile su indicazioni date dalla plancia di comando della Fregata Fasan. Nel corso di questi attacchi un missile è esploso in acqua nelle vicinanze della nave mercantile sotto scorta, causando all’impatto con la superficie del mare solo lievi danni superficiali alla MV e senza alcuna conseguenza per l’equipaggio.

## Caratteristiche

### Sistemi d'arma
- 4 missili Teseo Mk2/A ASuW e per obiettivi terrestri;

- 4 missili Milas ASW e ASuW ;

- 16 celle VLS Sylver per MBDA Aster 15 e 30 (antiaerei e antimissile);

- predisposizione per ulteriori 16 celle VLS Sylver;

- 2 x Cannoni 76/62 Super Rapido (capacità di sparare munizioni DAVIDE);

- 2 mitragliere OTO Melara KBA 25/80;

- 2 lanciatori SLAT per inganni anti-siluro;

- 2 lanciarazzi SCLAR-H per inganni ECM e bombardamento costiero;

- 2 sistemi tri-tubo per lancio siluri MU-90.

### Comando e Controllo
- Radar scoperta aerea: MFRA;

- Radar scoperta superficie: MM SPS - 791;

- Radar navigazione: MM SPN - 753;

- Sonar scoperta: UMS 4110 CL;

- Sonar navigazione: MAS;

- Sistema Comando e controllo: CMS.